# Cygnus X-1
Cygnus X-1 (Thiên Nga X-1, viết tắt Cyg X-1) là một nguồn phát tia X của Thiên hà trong chòm sao Thiên Nga, và là nguồn đầu tiên như vậy được chấp nhận rộng rãi là một lỗ đen. Nó được phát hiện vào năm 1964 trong một chuyến bay tên lửa và là một trong những nguồn tia X mạnh nhất được thấy từ Trái Đất, sản sinh ra thông lượng tia X cực đại là 2,3 × 10−23 Wm−2Hz−1 (2,3 × 10³ Jansky). Nó vẫn là một trong các vật thể thiên văn được quan sát rộng rãi nhất. Vật thể đặc này được ước tính có khối lượng bằng khoảng 21,2 lần Mặt trời và có kích thước quá nhỏ đối với bất kỳ loại sao nào đã biết, hay bất kỳ vật thể nào khác ngoại trừ lỗ đen. Nếu nó thực sự là một lỗ đen thì bán kính chân trời sự kiện của nó khoảng 300 km.
Cygnus X-1 nằm trong một hệ sao đôi phát tia X, nằm cách Mặt trời khoảng 6070 năm ánh sáng, xoay quanh một sao biến quang siêu khổng lồ xanh ký hiệu HDE 226868, ở khoảng cách 0,2 AU. Gió sao từ ngôi sao cung cấp vật chất cho đĩa bồi tụ xung quanh nguồn phát tia X. Vật chất ở vành đai trong bị đốt nóng lên tới hàng triệu độ, sản sinh ra tia X. Hai luồng vật chất bắn ra từ hai phía vuông góc với đĩa, mang năng lượng của vật chất rơi vào bên trong đĩa.
Hệ sao này có thể thuộc một cụm sao gọi là Thiên Nga OB3, có nghĩa là Thiên Nga X-1 có tuổi khoảng 5 triệu năm và được hinh thành từ một sao có khối lượng 40 lần Mặt trời. Phần lớn khối lượng ngôi sao tản vào không gian, rất có thể dưới dạng gió sao. Nếu ngôi sao này đã là một siêu tân tinh, thì lực tạo ra bởi vụ nổ có lẽ đã bắn tất cả tàn dư bên trong hệ, do đó ngôi sao này phải co sụp lại thành một lỗ đen.
Thiên Nga X-1 trở thành đề tài tranh cãi giữa Stephen Hawking và Kip Thorne vào năm 1975. Hawking cho rằng nó không phải là một lỗ đen. Sau này ông thừa nhận điều đó khi các dữ liệu quan sát ủng hộ quan điểm rằng nó thực sự là một lỗ đen. Giả thuyết này được công nhận rộng rãi thông qua các bằng chứng gián tiếp.

## Phát hiện và quan sát
Các quán sát bức xạ tia X cho phép các nhà thiên văn học nghiên cứu các hiện tượng thiên thể có sự hiện diện của khí nóng tới hàng triệu độ. Tuy nhiên, do tia X bị bầu khí quyển Trái đất chặn lại nên quan sát các nguồn phát tia X ngoài hành tinh phải được thực hiện ở một độ cao nhất định. Cygnus X-1 được phát hiện bởi các thiết bị tia X trên một tên lửa dưới quỹ đạo phóng từ White Sands Missile Range, New Mexico. Để thực hiện một dự án khảo sát các nguồn tia X, hai tên lửa Aerobee được phóng vào năm 1964, mang theo bộ đếm Geiger để đo các bức xạ tia X trong khoảng bước sóng từ 1 đên 15 Å trên một vùng bầu trời rộng 8.4°. Các thiết bị này quét khắp bầu trời khi tên lửa quay, tạo thành một bản đồ gồm các dải khít nhau.
Kết quả cuộc khảo sát phát hiện được tám nguồn tia X mới, trong đó có Cyg XR-1 (sau này là Cyg X-1) trong chòm sao Thiên Nga. Tọa độ thiên thể của nguồn này được ước tính là 19h53m xích kinh và 34,6° xích vĩ. Không có nguồn sáng hay radio mạnh đáng kể nào nằm ở vị trí nói trên.
Nhận thấy cần những quan sát kéo dài hơn, vào năm 1963 Ricarrdo Giacconi và Herb Gursky đề xuất vệ tinh quan sát tia X đầu tiên. NASA phóng vệ tinh Uhuru vào năm 1970, khám phá thêm được 300 nguồn tia X mới. Các quan sát kéo dài của Cygnus X-1 cho thấy những thăng giáng trong cường độ tia X diễn ra vài lần trong một giây. Sự thay đổi nhanh này có nghĩa là quá trình sản sinh năng lượng phải diễn ra trên một vùng tương đối nhỏ khoảng 105 km, do giới hạn tốc độ ánh sáng. Để so sánh, bán kính của Mặt Trời là khoảng 1,4 × 106 km.
Từ tháng 4 đến tháng 8 năm 1971, Luc Braes và George K. Miley của đài thiên văn Leiden, độc lập với Robert M. Hjellming và Campbell Wade ở Đài Quan sát Vô tuyến quốc gia phát hiện bức xạ radio phát ra từ Cygnus X-1, và vị trí radio chính xác họ thu được chỉ ra được nguồn phát tia X này chính là ngôi sao AGK2 +35 1910 = HDE 226868. Nó nằm cách ngôi sao độ sáng cấp 4 là Eta Cygni khoảng 0,5° nhìn từ Trái Đất. Nó là một sao siêu khổng lồ nhưng không có khả năng phát ra lượng tia X đủ để quan sát được. Do đó, ngôi sao phải có một vật thể đồng hành có khả năng đốt nóng khí đến hàng triệu độ để sản sinh ra tia X.
Louise Webster và Paul Murdin ở Đài Thiên văn Greenwich và Charles Thomas Bolton làm việc độc lập tại Đài Thiên văn David Dunlap của trường Đại học Toronto, thông báo về phát hiện một vật thể không quan sát được đồng hành của HDE 226868 vào năm 1971. Các phép đo độ dịch chuyển Doppler của quang phổ ngôi sao cho thấy vật thể tồn tại và cho phép ta tính toán được khối lượng của nó từ các tham số quỹ đạo. Dựa trên khối lượng phỏng đoán của vật thể, người ta vẫn nghĩ rằng nó có thể là một lỗ đen bởi một sao neutron không thể có khối lượng vượt quá ba lần Mặt Trời.
Các quan sát sau đó củng cố cho giả thuyết, cho tới cuối năm 1973 cộng đồng thiên văn học gần như đồng ý với nhau rằng Cygnus X-1 hầu như là một lỗ đen. Các phép đo chính xác của Cygnus X-1 cho thấy sự thay đổi trong khoảng 1 milli giây. Điều này nhất quán với sự nhiễu loạn trong đĩa bồi tụ vật chất xung quanh một hố đen. Các chớp tia X kéo dài khoảng ⅓ giây khớp với khoảng thời gian ước tính vật thể rơi vào lỗ đen.

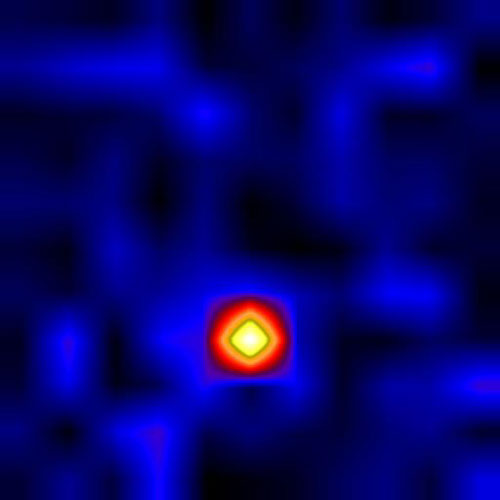
This X-ray image of Cygnus X-1 was taken by a balloon-borne telescope, the High-Energy Replicated Optics (HERO) project. NASA image.

Kể từ đó Cygnus X-1 được quan sát rất nhiều trong các quan sát mặt đất và cả trên quỹ đạo. Sự tương tự giữa các cặp sao đôi tia X như HDE 226868/Cygnus X-1 và các nhân thiên hà hoạt động (AGN) gợi ý một cơ chế chung phát sinh năng lượng có sự góp mặt của lỗ đen, đĩa bồi tụ và luồng vật chất phóng ra. Vì vậy mà Cygnus X-1 được xếp vào loại microquasar, một loại vật thể tương tự quasar, ngày nay được biết đến là các nhân thiên hà hoạt động ở rất xa. Các nghiên cứu của các hệ sao đôi như HDE 226868/Cygnus X-1 có thể mang lại nhiều giải thích về các thiên hà hoạt động.

## Hệ sao đôi
Hệ sao đôi của Cygnus X-1 bao gồm một vật thể đặc và một sao siêu khổng lồ xanh quay quanh trọng tâm của hệ theo chu kỳ 5,599829 ngày. Nhìn từ Trái đất, hệ sao này không che lấp, tuy nhiên độ nghiêng quỹ đạo so với góc nhìn từ Trái đất vẫn chưa được làm rõ, các phỏng đoán dao động từ 27-65°. Một nghiên cứu năm 2007 ước tính độ nghiêng là 48.0 ±6.8°, nghĩa là bán trục lớn khoảng 0,2 AU. Độ lệch tâm quỹ đạo được cho là khoảng 0.0018 ±0.002, tức là gần tròn. Khoảng cách từ Trái đất đến hệ là khoảng 1.860 ± 120 parsec (6.070 ± 390 năm ánh sáng).
Hệ HDE 226868/Cygnus X-1 chuyển động chung trong không gian cùng với các sao khác trong cụm Cygnus OB3 cách Mặt trời khoảng 2000 parsecs. Từ đó suy ra HDE 226868/Cygnus X-1 và cụm sao OB này được sinh ra ở cùng một nơi và vào cùng một thời điểm. Nếu đúng như vậy thì tuổi của hệ vào khoảng 5 ± 1,5 triệu năm. Chuyển động tương đối của HD 226868 với Cygnus OB3 là 9 ± 3 km/s; một giá trị thường gặp của chuyển động ngẫu nhiên trong một cụm sao OB. Khoảng cách từ HD 226868 đến tâm của cụm là khoảng 60 parsec, và thời gian để chúng tách ra là khoảng 7 ± 2 triệu năm, xấp xỉ tuổi của cụm.
Hệ sao có tọa độ thiên hà là kinh độ 4°, vĩ độ 71°. Cygnus X-1 thường được cho là thuộc nhánh Sagittarius, mặc dù hiểu biết về cấu trúc của dải Ngân Hà vẫn còn hạn chế.

### Vật thể đặc
Bằng nhiều phương pháp khác nhau, khối lượng của vật thể đặc dường như lớn hơn khối lượng tối đa có thể của một sao neutron. Các mô hình tiến hóa sao đề xuất con số 20 ± 5 lần khối lượng Mặt trời, trong khi các phuơng pháp khác đề xuất 10 lần khối lượng mặt trời. Các đo đạc về chu kỳ của bức xạ tia X gần vật thể cho ra một giá trị chính xác hơn là 14.8 ± 1 lần khối lượng Mặt trời. Trong mọi trường hợp, vật thể này gần như chắc chắn là một lỗ đen - một vùng không gian với một trường hấp dẫn quá lớn đủ để ngăn các bức xạ điện từ thoát ra từ bên trong. Biên giới của khu vực này được gọi là chân trời sự kiện và có bán kính Schawarzschild là 44 km. Mọi thứ (kể cả vật chất và photon) đi qua ranh giới này đều không thể thoát ra. Các phép đo mới được công bố vào 2021 đưa ra một ước tính về khối lượng vào khoảng 21,2 ± 2,2 lần khối lượng Mặt trời.

Bằng chứng về một chân trời sự kiện như vậy có thể đã được phát hiện vào năm 1992 sử dụng các quan sát cực tím (UV) từ dụng cụ High Speed Photometer trên kính thiên văn không gian Hubble. Khi đám vật chất tự phát sáng rơi xoáy vào lỗ đen, chúng phát ra một chuỗi các xung bức xạ bị dịch chuyển đỏ do hấp dẫn khi tiến gần đến chân trời sự kiện. Nghĩa là, bước sóng của các bức xạ này tăng dần lên, theo tiên đoán bởi thuyết tuơng đối rộng. Vật chất khi va chạm một vật thể rắn, đặc sẽ phát ra một luồng năng lượng cuối cùng, trong khi vật chất đi qua chân trời sự kiện thì không. Hai luồng năng lượng "hấp hối" như vậy được ghi nhận, phù hợp với sự tồn tại của một lỗ đen.

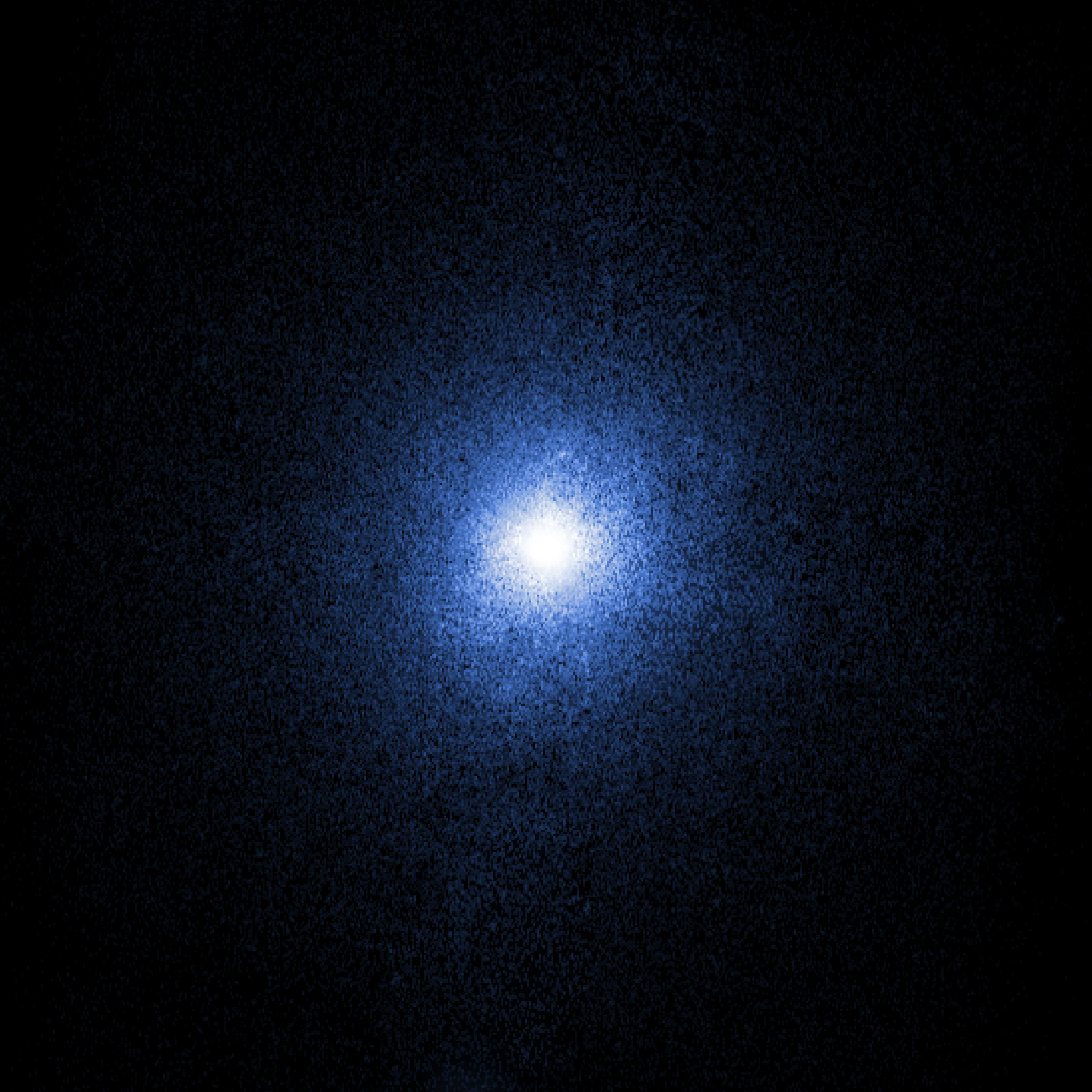
Chandra X-ray Observatory image of Cygnus X-1

Sự tự quay của vật thể đặc chưa được xác định rõ ràng. Các phân tích dự liệu trong quá khứ từ đài quan sát tia X Chandra cho rằng không có sự tự quay đáng kể nào của Cygnus X-1. Tuy nhiên, trong một bằng chứng công bố vào năm 2011 cho thấy nó tự quay rất nhanh, với tốc độ khoảng 790 lần một giây.

#### Hình thành
Ngôi sao lớn nhất trong cụm sao Cygnus OB3 có khối lượng bằng 40 lần Mặt trời. Vì các sao càng nặng có tuổi đời càng ngắn, điều đó có nghĩa là khối lượng của Cygnus X-1 phải ít hơn 40 lần Mặt trời. Cộng với các tính toán về khối lượng của lỗ đen, suy ra rằng ngôi sao phải mất đi một phần vật chất nặng hơn 30 lần khối lượng Mặt trời. Một phần khối lượng mất đi này rơi vào HDE 226868, trong khi đó phần còn lại rất có thể bị tản ra bởi gió sao mạnh. Sự giàu heli trong bầu khí quyển ngoài của HDE 226868 có thể là bằng chứng cho sự hấp thụ vật chất này. Có thể ngôi sao ban đầu đã tiến hóa thành một sao Wolf-Rayet và đẩy ra ngoài phần lớn bầu khí quyển của nó chỉ với sức mạnh của gió sao.
Nếu ngôi sao ban đầu đã phát nổ trong một siêu tân tinh, khi đó các quan sát của các vật thể tương tự cho thấy tàn dư vụ nổ gần như chắc chắn sẽ bị văng ra khỏi hệ với vận tốc tuơng đối cao. Tuy nhiên vật thể vẫn đi theo quỹ đạo, chứng tỏ ngôi sao ban đầu đã co sụp thẳng lại thành một lỗ đen mà không có một vụ nổ nào (hoặc một vụ nổ không đáng kể).

#### Đĩa bồi tụ

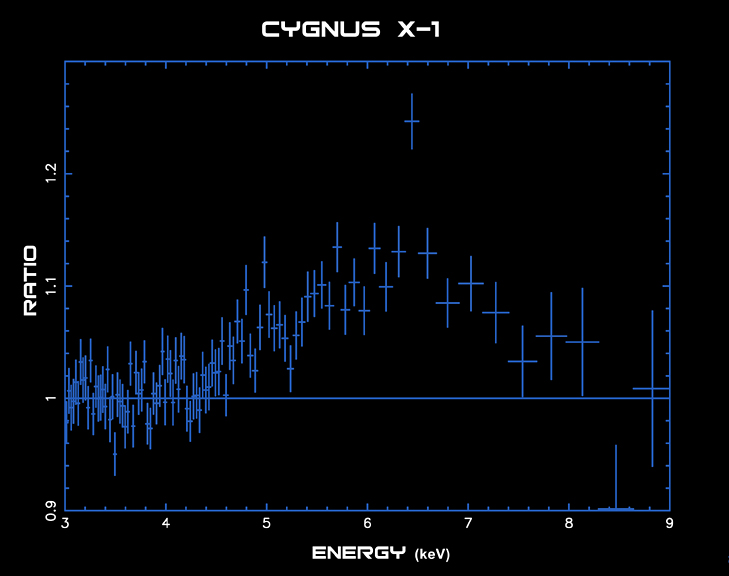
A Chandra X-ray spectrum of Cygnus X-1 showing a characteristic peak near 6.4 due to ionized iron in the accretion disk, but the peak is gravitationally red-shifted, broadened by the Doppler effect, and skewed toward lower energies

Xoay quanh vật thể đặc được cho là một đĩa bồi tụ phẳng, mỏng. Đĩa này bị đốt nóng mạnh do ma sát giữa các khí bị ion hóa ở các quỹ đạo bên trong, nơi diễn ra chuyển động nhanh hơn, với khí chậm hơn ở các quỹ đạo bên ngoài. Nó được chia thành hai vùng: vùng bên trong nóng với mức độ ion hóa tương đối cao (tạo thành plasma) và vùng bên ngoài mát hơn, ít bị ion hóa hơn, kéo dài ước tính gấp 500 lần bán kính Schwarzschild, hoặc khoảng 15.000 km.
Mặc dù rất hay thay đổi thất thường, nhưng Cygnus X-1 thường là nguồn tia X cứng ổn định sáng nhất (những nguồn có năng lượng từ khoảng 30 đến vài trăm kiloelectronvolt) trên bầu trời. Tia X được tạo ra dưới dạng photon năng lượng thấp hơn trong đĩa bồi tụ mỏng bên trong, sau đó được cung cấp nhiều năng lượng hơn thông qua tán xạ Compton với electron nhiệt độ rất cao trong vành nhật hoa dày hơn và gần như trong suốt bao bọc nó, cũng như bởi một số phản xạ khác từ bề mặt của đĩa. Một khả năng khác là tia X có thể bị tán xạ Compton bởi điểm xuất phát của một luồng thay vì một đĩa nhật hoa.
Sự phát xạ tia X từ Cygnus X-1 có thể thay đổi theo một chu kỳ dường như lặp đi lặp lại, được gọi là dao động gần như định kỳ (QPO). Khối lượng của vật thể đặc dường như xác định khoảng cách mà plasma xung quanh bắt đầu phát ra các QPO này, với bán kính phát xạ giảm khi khối lượng giảm. Kỹ thuật này đã được sử dụng để ước tính khối lượng của Cygnus X-1, cho phép kiểm tra chéo với các tính toán khối lượng khác.
Hiện tại vẫn chưa quan sát thấy từ Cygnus X-1 các xung có chu kỳ ổn định giống như các xung phát sinh từ sự quay của một ngôi sao neutron. Xung từ các sao neutron được gây ra bởi từ trường quay của chúng, nhưng định lý lỗ đen "không có tóc" đảm bảo rằng từ trường của lỗ đen luôn trùng với trục quay của nó và do đó từ trường này tĩnh. Ví dụ như hệ sao đôi phát tia X V 0332+53 được cho là có thể có lỗ đen cho đến khi tìm thấy các xung. Cygnus X-1 cũng chưa bao giờ xuất hiện các vụ nổ tia X tìm thấy ở các sao neutron. Rất khó tiên đoán được sự thay đổi của Cygnus X-1 giữa hai trạng thái tia X, mặc dù cũng có thể các tia X thay đổi liên tục giữa các trạng thái đó. Trạng thái phổ biến nhất, tia X "cứng", có nhiều tia X có năng lượng cao. Trạng thái ít phổ biến hơn, tia X "mềm", có nhiều tia X có năng lượng thấp hơn. Trạng thái mềm cũng cho thấy có nhiều biến động hơn. Trạng thái cứng được cho là bắt nguồn từ vành nhật hoa bao quanh phần bên trong mờ đục hơn của đĩa bồi tụ. Trạng thái mềm xảy ra khi đĩa tiến lại gần vật thể đặc (khoảng cách có thể chỉ là 150 km), kèm theo quá trình làm mát hoặc đẩy đĩa nhật hoa ra. Khi một đĩa nhật hoa mới được tạo, Cygnus X-1 sẽ chuyển trở lại trạng thái cứng.
Quá trình chuyển đổi quang phổ của Cygnus X-1 có thể được giải thích bằng cách sử dụng phương pháp dòng chảy bình lưu hai phần, theo đề xuất của Chakrabarti và Titarchuk. Trạng thái cứng được tạo ra bởi sự Compton hóa ngược của các photon gốc từ đĩa Kepler, tương tự như cách các photon synchrotron được tạo ra bởi các electron nóng trong lớp ranh giới được hỗ trợ bởi áp suất ly tâm (CENBOL).
Thông lượng tia X từ Cygnus X-1 thay đổi định kỳ 5,6 ngày một lần, đặc biệt là trong lúc các vật thể quay quanh quỹ đạo gần Trái đất nhất và nguồn nhỏ gọn ở xa hơn. Điều này cho thấy rằng khí thải đang bị chặn một phần bởi vật chất hoàn cảnh, có thể là gió sao từ HDE 226868. Quá trình phát xạ có chu kỳ khoảng 300 ngày, có thể do tuế sai của đĩa bồi tụ gây ra.

#### Các luồng phóng ra
Khi vật chất bồi tụ rơi về phía vật thể đặc, nó sẽ mất thế năng hấp dẫn. Một phần của năng lượng được giải phóng này bị tiêu tán bởi các luồng hạt, phóng ra theo phương vuông góc với đĩa bồi tụ với vận tốc gần đạt tới tốc độ ánh sáng. Cặp luồng hạt này giúp đĩa bồi tụ giải phóng năng lượng dư thừa và giảm bớt động lượng góc. Chúng có thể được tạo ra bởi các từ trường bên trong khí bao quanh vật thể đặc.
Các luồng phóng ra từ Cygnus X-1 không hiệu quả và do đó chỉ giải phóng một phần nhỏ năng lượng của chúng trong phổ điện từ. Đó là, chúng xuất hiện "tối". Góc ước tính của các tia phản lực so với đường ngắm là 30° và chúng có thể là tiến động. Một trong các tia phản lực đang va chạm với một phần tương đối dày đặc của giữa các vì sao medium (ISM), tạo thành một vòng năng lượng có thể được phát hiện bằng phát xạ vô tuyến của nó. Vụ va chạm này dường như đang hình thành một tinh vân đã được quan sát thấy trong bước sóng quang học. Để tạo ra tinh vân này, tia phản lực phải có công suất trung bình ước tính là 4–14×1036 erg/s hoặc (9±5)×1029 W. Năng lượng này gấp hơn 1.000 lần năng lượng do Mặt trời phát ra. Không có vành đai tương ứng ở hướng ngược lại vì luồng phản lực đó hướng về phía dưới -vùng mật độ của ISM.
Năm 2006, Cygnus X-1 trở thành lỗ đen khối lượng sao đầu tiên được tìm thấy có bằng chứng về sự phát xạ tia gamma trong dải năng lượng rất cao, trên 100 GeV. Tín hiệu được quan sát cùng lúc với một chớp tia X cứng, cho thấy mối liên hệ giữa hai sự kiện. Chớp tia X này có thể đã được tạo ra ở gốc của dòng tia, trong khi các tia gamma có thể được tạo ra khi luồng tương tác với gió sao của HDE 226868.

### HDE 226868

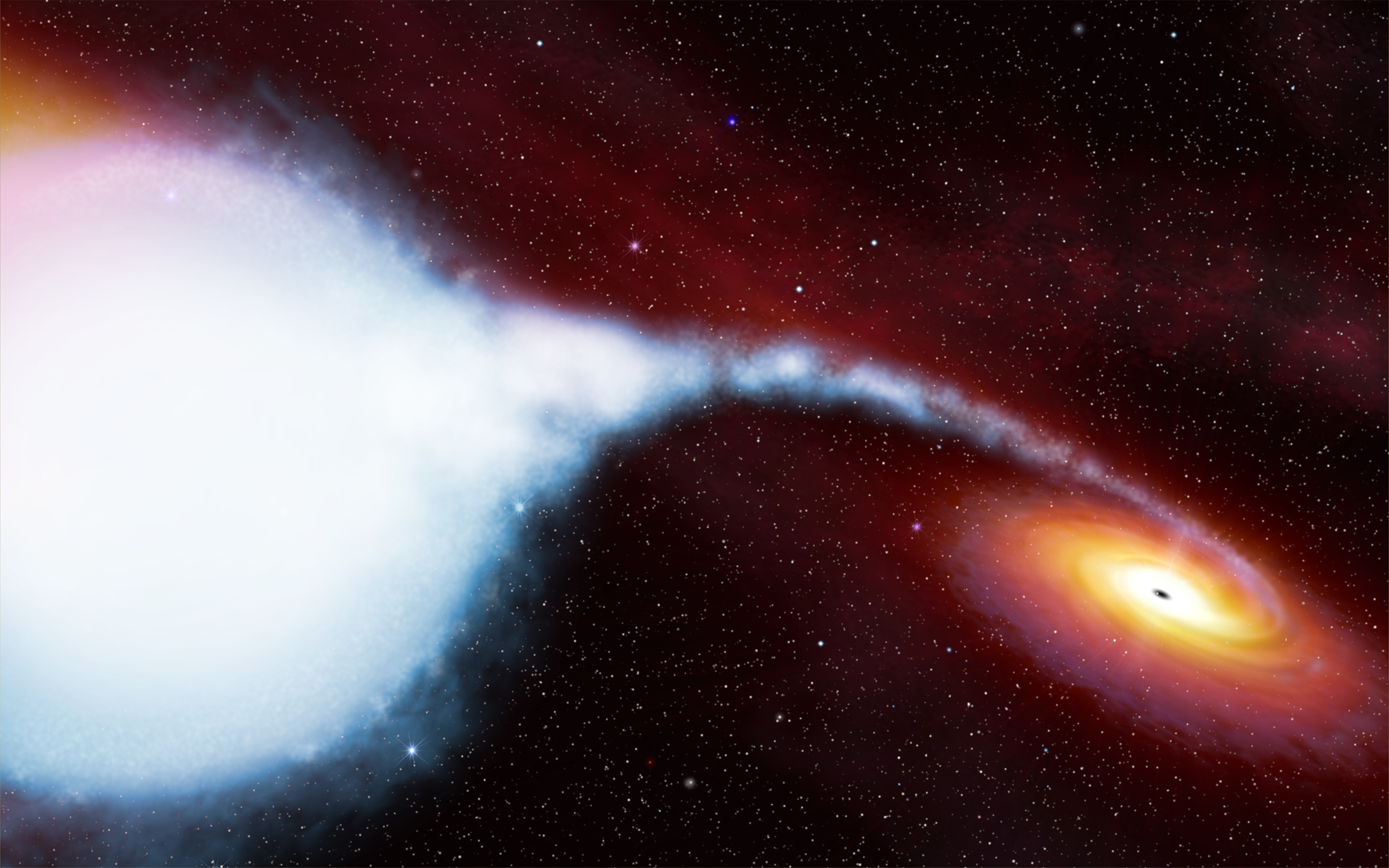
An artist's impression of the HDE 226868–Cygnus X-1 binary system. ESA/Hubble illustration.

HD 226868 là một sao siêu khổng lồ có phân loại quang phổ O9.7 lab, nằm giữa lớp O và lớp B. Nó có nhiệt độ bề mặt ước tính vào khoảng 31 000 K và khối lượng khoảng 20 đến 40 lần Mặt trời. Dựa trên các mô hình tiến hóa sao, ở khoảng cách 2000 parsec thì ngôi sao có thể có bán kính bằng khoảng 15-17 lần bán kính Mặt trời và độ sáng gấp 300 000 đến 400 000 Mặt trời. Để so sánh, vật thể đặc quay quanh HDE 226868 được ước tính là ở khoảng cách 40 lần bán kính Mặt trời, hay gấp đôi bán kính sao này.
Bề mặt của HDE 226868 bị biến dạng do lực thủy triều của vật thể đồng hành rất nặng của nó, như trong hình minh họa. Điều này khiến cho độ sáng của ngôi sao thay đổi với biên độ 0.06 độ trong chu kỳ quỹ đạo dài 5,6 ngày, với độ sáng cực tiểu khi hệ và người quan sát nằm trên một đường thẳng.
Khi quang phổ của HDE 226868 được so sánh với một ngôi sao tương tự là Epsilon Orionis, nó cho thấy sự dư thừa của heli và có quá ít carbon trong khí quyển. Các dải quang phổ cực tím và H-alpha của HDE 226868 cho thấy các điểm tương đồng với P Cygni, có nghĩa là ngôi sao được bao phủ bởi một vỏ khí đang giãn nở ra khỏi ngôi sao với tốc độ khoảng 1500 km/s.
Giống như các sao khác cùng lớp quang phổ, HDE 226868 được cho là đang thất thoát khối lượng trong một luồng gió sao với tốc độ khoảng 2,5 ×10−6 khối lượng Mặt trời mỗi năm. Điều này tương đương với việc mất đi một khối lượng tuơng đuơng với một Mặt trời trong khoảng 400 000 năm. Ảnh hưởng của lực hấp dẫn của vật thể dường như đang định hình lại luồng gió sao này, tạo ra hình thù không đối xứng cầu. Các tia X từ khu vực bao quanh vật thể đặc đốt nóng và ion hóa luồng gió sao. Khi vật thể đi qua các khu vực khác nhau của gió sao, với chu kỳ quỹ đạo 5,6 ngày, các vạch quang phổ cực tím, radio và X tất cả đều thay đổi theo.
Thùy Roche của HDE 226868 xác định vùng không gian xung quanh ngôi sao nơi vật chất quay quanh bị ràng buộc bởi lực hấp dẫn. Vật chất vượt ra ngoài thùy này có thể rơi về phía vật thể đồng hành. Thùy Roche này được cho là nằm gần bề mặt của HDE 226868 nhưng không tràn ra ngoài, vì vậy vật chất ở bề mặt sao không bị vât thể đồng hành của nó lấy đi. Tuy nhiên, một tỷ lệ đáng kể gió sao do ngôi sao phát ra đang bị hút vào đĩa bồi tụ của vật thể đặc sau khi đi ra khỏi thùy này.
Khí và bụi liên sao dẫn đến giảm độ sáng biểu kiến của ngôi sao, cũng như làm tăng sắc đỏ của ngôi sao—ánh sáng đỏ có thể xuyên qua bụi hiệu quả hơn trong môi trường liên sao. Giá trị ước tính của sự tuyệt chủng (AV) liên sao là 3,3 độ. Nếu không có vật chất đứng chắn, HDE 226868 sẽ là một ngôi sao có cấp sáng 5, và do đó có thể nhìn thấy bằng mắt thường.